# 면천초등학교
면천초등학교는 대한민국 충청남도 당진시 면천면 성상리에 있는 공립 초등학교이다.

## 학교 연혁
- 1908년 9월 1일 사립면양학교 개교
- 1911년 9월 1일 공립면천보통학교 개편
- 1938년 4월 1일 면천공립심상소학교 개칭
- 1941년 4월 1일 면천공립국민학교 개칭
- 1948년 7월 1일 면천국민학교 개칭
- 1958년 4월 28일 죽동국민학교로 설립 분리
- 1962년 9월 10일 남산국민학교로 설립 분리
- 1980년 12월 23일 병설유치원 설립 인가
- 1994년 3월 1일 죽동분교장 통폐합
- 1996년 3월 1일 면천초등학교로 개칭
- 2002년 3월 1일 도교육청 지정 농·어촌 거점학교 운영(2년)
- 2002년 10월 31일 교실수업개선 연구학교 운영보고회(도)
- 2003년 11월 5일 교실수업개선 시범학교 운영보고회(군)
- 2004년 11월 31일 보건·급식 우수학교 표창 (교육부총리)
- 2005년 11월 9일 재량활동 교육과정 시범운영보고회(군)
- 2008년 11월 1일 개교 100주년 기념식
- 2009년 11월 19일 충청남도당진교육청지정 학력신장 시범학교 보고회
- 2009년 12월 28일 영어 방과후학교 운영 우수 학교 표창(교육감)
- 2010년 12월 30일 교실수업방법개선 우수학교 표창(교육장)
- 2012년 2월 14일 컨설팅장학 우수학교 표창(교육장)
- 2016년 4월 26일 신축이전 개교식
- 2017년 2월 8일 제 104회 졸업(총 졸업생 수 10,377명)
- 2017년 3월 1일 초등학교 7학급(특수 1학급 포함), 유치원 1학급 편성

## 참고 자료
- 면천초등학교 - 한국교육학술정보원 학교알리미